# Christoph Eigenmann
Christoph Eigenmann (ur. 22 maja 1979 w Wattwil) – szwajcarski biegacz narciarski, zawodnik klubu SC Gardes Frontière.

## Kariera
Po raz pierwszy na arenie międzynarodowej Christoph Eigenmann pojawił się 1 marca 1998 roku w zawodach FIS Race w Urnäsch, gdzie zajął 21. miejsce w biegu na 15 km techniką dowolną. W Pucharze Świata zadebiutował 3 marca 2002 roku w Lahti, zajmując 32. miejsce w sprincie techniką dowolną. Pierwsze pucharowe punkty wywalczył jednak dopiero 9 grudnia 2001 roku w Cogne, zajmując 25. miejsce w tej samej konkurencji. W klasyfikacji generalnej sezonu 2001/2002 zajął ostatecznie 102. miejsce. Jak dotąd najlepsze wyniki w Pucharze Świata osiągnął w sezonie 2005/2006, który ukończył na 27. pozycji. Wtedy też po raz pierwszy stanął na podium zawodów pucharowych, zajmując drugie miejsce w sprincie techniką dowolną. w sezonie 2006/2007 wziął udział w pierwszej edycji Tour de Ski. Zwyciężył wtedy w jednym z etapów cyklu – 31 grudnia 2006 roku w Monachium był najlepszy w sprincie stylem dowolnym. Rywalizacji w TdS jednak nie ukończył.
Pierwszą dużą imprezą w jego karierze były igrzyska olimpijskie w Salt Lake City w 2002 roku, gdzie Szwajcar był osiemnasty w sprincie stylem dowolnym. Cztery lata później, podczas igrzysk olimpijskich w Turynie był szesnasty w sprincie drużynowym. Wystąpił także na igrzyskach olimpijskich w Vancouver w 2010 roku, ale w sprincie uplasował się dopiero na 34. pozycji. W latach 2003–2011 startował na mistrzostwach świata, najlepszy wynik osiągając na mistrzostwach świata w Sapporo w 2007 roku, gdzie był dwunasty w sprincie drużynowym. Indywidualnie najlepiej zaprezentował się podczas mistrzostw świata w Val di Fiemme w 2003 roku, gdzie zajął 28. miejsce w sprincie techniką dowolną.

## Osiągnięcia

### Igrzyska olimpijskie
| Miejsce | Dzień     | Rok  | Miejscowość    | Konkurencja                     | Czas biegu | Strata | Zwycięzca        |
| ------- | --------- | ---- | -------------- | ------------------------------- | ---------- | ------ | ---------------- |
| 18.     | 19 lutego | 2002 | Salt Lake City | Sprint st. dowolnym             | 2:56,9     | -      | Tor Arne Hetland |
| 15.     | 14 lutego | 2006 | Turyn          | Sprint drużynowy st. klasycznym | 17:02,9    | -      | Szwecja          |
| 30.     | 22 lutego | 2006 | Turyn          | Sprint st. dowolnym             | 2:26,5     | -      | Björn Lind       |
| 34.     | 17 lutego | 2010 | Vancouver      | Sprint st. klasycznym           | 3:36,3     | -      | Nikita Kriukow   |

### Mistrzostwa świata
| Miejsce | Dzień     | Rok  | Miejscowość   | Konkurencja                        | Czas biegu | Strata | Zwycięzca           |
| ------- | --------- | ---- | ------------- | ---------------------------------- | ---------- | ------ | ------------------- |
| 28.     | 26 lutego | 2003 | Val di Fiemme | Sprint stylem dowolnym             | 3:12,1     | -      | Thobias Fredriksson |
| 29.     | 22 lutego | 2005 | Oberstdorf    | Sprint stylem klasycznym           | 2:32,1     | -      | Wasilij Roczew      |
| 19.     | 22 lutego | 2005 | Oberstdorf    | Sprint drużynowy stylem dowolnym   | 14:08,6    | -      | Norwegia            |
| 33.     | 22 lutego | 2007 | Sapporo       | Sprint stylem klasycznym           | 3:03,8     | -      | Jens Arne Svartedal |
| 12.     | 23 lutego | 2007 | Sapporo       | Sprint drużynowy stylem dowolnym   | 17:50,6    | -      | Włochy              |
| 16.     | 25 lutego | 2009 | Liberec       | Sprint drużynowy stylem klasycznym | 22:48,5    | -      | Norwegia            |
| 40.     | 24 lutego | 2011 | Oslo          | Sprint stylem dowolnym             | 2:57,4     | -      | Marcus Hellner      |
| 16.     | 2 marca   | 2011 | Oslo          | Sprint drużynowy stylem klasycznym | 19:10,0    | -      | Kanada              |

### Puchar Świata

#### Miejsca w klasyfikacji generalnej
- sezon 2001/2002: 102.
- sezon 2002/2003: 77.
- sezon 2004/2005: 40.
- sezon 2005/2006: 27.
- sezon 2006/2007: 84.
- sezon 2007/2008: 59.
- sezon 2008/2009: 116.
- sezon 2009/2010: 104.
- sezon 2010/2011: 75.

#### Miejsca na podium w zawodach chronologicznie
| Nr | Dzień    | Rok  | Miejscowość | Konkurencja         | Czas biegu | Pozycja | Strata | Zwycięzca           |
| -- | -------- | ---- | ----------- | ------------------- | ---------- | ------- | ------ | ------------------- |
| 1. | 15 marca | 2006 | Changchun   | Sprint st. dowolnym | -          | -       | 2.     | Thobias Fredriksson |